# ΑII-スペクトリン
αII-スペクトリン（αII-spectrin）、スペクトリンα2（spectrin α2）またはSPTAN1（spectrin alpha, non-erythrocytic 1）は、ヒトではSPTAN1遺伝子にコードされるタンパク質である。αII-スペクトリンはさまざまな組織で発現しており、心筋のZ線構造、コスタメア、筋鞘で高度に発現している。αII-スペクトリンの変異は早期乳児てんかん性脳症（EIEE、発達性てんかん性脳症（DEE）、大田原症候群）5と関係しており、αII-スペクトリンはギラン・バレー症候群と乳児の先天性心疾患のバイオマーカーとして有用である可能性がある。

## 構造
αII-スペクトリンは選択的スプライシングが行われることが記載されており、複数の転写産物バリアントが生じる。具体的には、心筋細胞では4種類のスプライスバリアントが同定されている。主に赤血球に存在するαI-スペクトリンとは異なり、αII-スペクトリンはほとんどの組織で発現している。αII-スペクトリンは心筋では筋細胞のZ線構造、コスタメア、筋鞘に存在し、心臓線維芽細胞では細胞骨格ネットワークの表面に沿って存在している。αII-スペクトリンはβII-スペクトリンとのヘテロ二量体として存在するのが最も一般的であり、二量体は自己重合してヘテロ四量体を形成する。

## 機能
スペクトリンは広範囲に分布する細胞骨格タンパク質で、アクチンの架橋、細胞接着、細胞間コミュニケーション、細胞周期の調節に関与する。心筋におけるαII-スペクトリンの役割はあまり理解されていないが、筋鞘下のドメインの組織化と、連続的な心筋収縮と関係したストレスに対する筋鞘の安定化に関与していると考えられている。αII-スペクトリンの機能的多様性は4種類のスプライスバリアントから明らかである。1つ目はαII-cardi+と呼ばれる心臓特異的バリアントで、21番目のスペクトリンリピートに21アミノ酸が挿入されている。挿入はβ-スペクトリンに対する結合親和性を調節し、筋細胞の成長と分化を調節している。2つ目のバリアントはSH3i+と呼ばれるもので、10番目のスペクトリンリピートに20アミノ酸が挿入されている。プロテインキナーゼAとプロテインキナーゼCによるリン酸化部位を含み、スペクトリンのCa2+依存的切断とタンパク質間相互作用を調節する。3つ目は15番目のスペクトリンリピートに5アミノ酸が挿入されており、挿入部位は抗原性の高いエピトープやp53のアンキリン様p53結合タンパク質に対する結合部位と類似している。4つ目は21番目のスペクトリンリピートに6アミノ酸が挿入されており、その機能は明らかにされていない。
アンジオテンシンIIによって誘導される心臓のリモデリングに応答して、心臓線維芽細胞でαII-スペクトリンの遺伝子発現がアップレギュレーションされることが示されている。
疾患と損傷の動物モデルからは、αII-スペクトリンが多様な機能に関与していることが示唆されている。超低体温循環停止のイヌモデルでは、αII-スペクトリンの分解産物が心臓手術後の神経損傷と関連したマーカーであることが示されている。

## 臨床的意義
SPTAN1遺伝子の変異は、早期乳児てんかん性脳症（EIEE、発達性てんかん性脳症（DEE）、大田原症候群）5の原因となる。
αII-スペクトリンは、先天性心疾患を抱える乳児で脳の壊死とアポトーシスのバイオマーカーとしての有用性が示されている。αII-スペクトリンの分解産物は、開心術周術期と術後の新生児の血清中に検出される。ギラン・バレー症候群の患者の脳脊髄液では、αII-スペクトリンのタンパク質レベルの上昇が検出される。

## 相互作用
αII-スペクトリン（SPTAN1）は次に挙げる因子と相互作用することが示されている。
- Abl[28]
- FANCA（英語版）[29][30][31]
- FANCC（英語版）[29][30]
- GRIA2[32]
- プレクチン[33][34]
- SHANK1（英語版）[35]
- ビメンチン[33]

## 関連文献
- “Regulation and intracellular localization of the epithelial isoforms of the Na+/H+ exchangers NHE2 and NHE3.”. Clinical and Investigative Medicine 22 (5):  195–206. (1999). PMID 10579058.
- “The role of caspase cascade on the development of primary Sjögren's syndrome.”. J. Med. Invest. 50 (1–2):  32–8. (2003). PMID 12630566.
- “Immunoreactive forms of human erythrocyte ankyrin are present in diverse cells and tissues.”. Nature 281 (5732):  597–9. (1979). doi:10.1038/281597a0. PMID 492324.
- “Interaction domains of neurofilament light chain and brain spectrin.”. Biochem. J.. 275 ( Pt 2) (2):  521–7. (1991). doi:10.1042/bj2750521. PMC 1150082. PMID 1902666.
- “Site specificity in the interactions of synapsin 1 with tubulin.”. Biochem. J.. 276 ( Pt 3) (3):  793–9. (1991). doi:10.1042/bj2760793. PMC 1151074. PMID 1905928.
- “Mapping the binding sites of human erythrocyte ankyrin for the anion exchanger and spectrin.”. J. Biol. Chem. 265 (18):  10589–96. (1990). PMID 2141335.
- “Generation of diversity in nonerythroid spectrins. Multiple polypeptides are predicted by sequence analysis of cDNAs encompassing the coding region of human nonerythroid alpha-spectrin.”. J. Biol. Chem. 265 (8):  4427–33. (1990). PMID 2307671.
- “Association of spectrin with desmin intermediate filaments.”. J. Cell. Biochem. 30 (2):  101–9. (1986). doi:10.1002/jcb.240300202. PMID 2939097.
- “Phosphorylation of ankyrin down-regulates its cooperative interaction with spectrin and protein 3.”. J. Cell. Biochem. 37 (3):  301–15. (1988). doi:10.1002/jcb.240370305. PMID 2970468.
- “Ankyrin-independent membrane protein-binding sites for brain and erythrocyte spectrin.”. J. Biol. Chem. 263 (28):  14417–25. (1988). PMID 2971657.
- “Plectin and IFAP-300K are homologous proteins binding to microtubule-associated proteins 1 and 2 and to the 240-kilodalton subunit of spectrin.”. J. Biol. Chem. 262 (3):  1320–5. (1987). PMID 3027087.
- “cDNA cloning, sequencing and chromosome mapping of a non-erythroid spectrin, human alpha-fodrin.”. Differentiation 34 (1):  68–78. (1987). doi:10.1111/j.1432-0436.1987.tb00052.x. PMID 3038643.
- “Binding of brain spectrin to the 70-kDa neurofilament subunit protein.”. Eur. J. Biochem. 169 (3):  651–7. (1988). doi:10.1111/j.1432-1033.1987.tb13657.x. PMID 3121319.
- “Structure and evolution of a non-erythroid spectrin, human alpha-fodrin.”. Biochem. Soc. Trans. 15 (5):  804–7. (1988). doi:10.1042/bst0150804. PMID 3691949.
- “Cloning, expression and characterization of two putative calcium-binding sites in human non-erythroid alpha-spectrin.”. Eur. J. Biochem. 230 (2):  658–65. (1995). doi:10.1111/j.1432-1033.1995.0658h.x. PMID 7607240.
- “Adducin: a physical model with implications for function in assembly of spectrin-actin complexes.”. J. Biol. Chem. 270 (32):  18990–6. (1995). doi:10.1074/jbc.270.32.18990. PMID 7642559.
- “Dynamic properties of ankyrin in T lymphocytes: colocalization with spectrin and protein kinase C beta.”. J. Cell Biol. 125 (2):  345–58. (1994). doi:10.1083/jcb.125.2.345. PMC 2120020. PMID 8163551.
- “Identification of the spectrin subunit and domains required for formation of spectrin/adducin/actin complexes.”. J. Biol. Chem. 271 (26):  15695–702. (1996). doi:10.1074/jbc.271.26.15695. PMID 8663089.
- “Site-directed mutagenesis of alpha II spectrin at codon 1175 modulates its mu-calpain susceptibility.”. Biochemistry 36 (1):  57–65. (1997). doi:10.1021/bi962034i. PMID 8993318.